# Obernhausen (Fischbachtal)

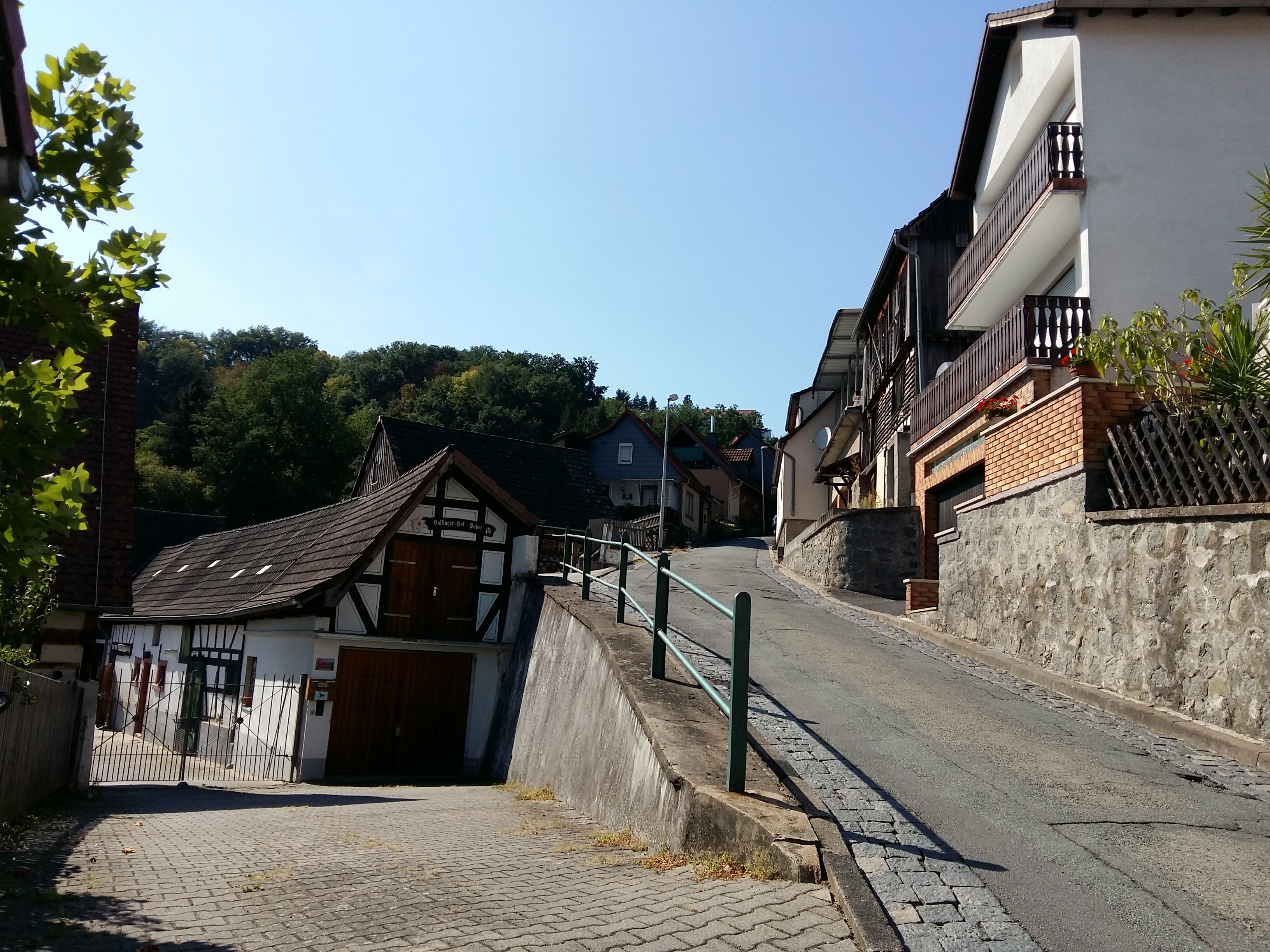
Lichtenberger Straße in Obernhausen

Obernhausen war ein Ortsteil der ehemals selbständigen Gemeinde Lichtenberg, die heute selbst ein Ortsteil der Gemeinde Fischbachtal im südhessischen Landkreis Darmstadt-Dieburg im Vorderen Odenwald ist.

## Geografische Lage
Obernhausen liegt im Vorderen Odenwald am Südhang des Schlossbergs über dem Tal des Fischbachs. Der kleine Ort ist heute fest mit dem Fischbachtaler Ortsteil Niedernhausen verwachsen.
Obernhausen liegt nordwestlich des Freien Platzes in Niedernhausen, entlang der Lichtenberger Straße und der westlichen Seite der Hindenburgstraße, die sich südlich um und zum bekannten Schloss Lichtenberg hochschlängeln.

## Geschichte
Der kleine Ortsteil von Lichtenberg war in frühen Jahren auch als Lichtenberg Tal bekannt. Er wurde 1384 erstmals als „zwey Husen gelegen under Lichtenberg“ genannt, im 16. Jahrhundert dann als „Husen superior“. Im gleichen Jahr musste Graf Diether VIII. von Katzenelnbogen seinen Besitz zwischen Rhein und Main an seinen Schwager Erzbischof Adolf von Mainz verpfänden, worunter auch Obernhausen fiel.
Die „zwei Hausen“, Obern- und Niedernhausen gehörten ursprünglich zusammen, einige Häuser des damaligen Ortes Hausen waren aber noch Teil der Burgfreiheit von Schloss Lichtenberg, obwohl sie nicht innerhalb von Burg- oder Stadtmauer lagen. Diese Häuser wurden von Hausen abgetrennt und nach Lichtenberg eingegliedert und bildeten die Keimzelle von Obernhausen, der Rest der Siedlung wurde zu Niedernhausen. Für Obernhausen war bis 1803 das Gericht des Schlosses Lichtenberg zuständig. In der Landgrafschaft Hessen-Darmstadt wurde mit Ausführungsverordnung vom 9. Dezember 1803 das Gerichtswesen neu organisiert. Für das Fürstentum Starkenburg wurde das Hofgericht Darmstadt als Gericht der zweiten Instanz eingerichtet. Die Rechtsprechung der ersten Instanz wurde durch die Ämter vorgenommen. Für Obernhausen war das Lichtenberg zuständig. Ab 1821 trennte das Großherzogtum Hessen auch auf unterer Ebene Rechtsprechung und Verwaltung. Für die Verwaltung wurden Landratsbezirke geschaffen, die erstinstanzliche Rechtsprechung Landgerichten übertragen. 
Obernhausen wurde dabei dem Landratsbezirk Reinheim und dem Bezirk des Landgerichts Lichtenberg zugeteilt. Es folgten:
- ab 1848: Landgericht Reinheim (Verlegung von Lichtenberg nach Reinheim), zweite Instanz: Hofgericht Darmstadt
- ab 1879: Amtsgericht Reinheim, zweite Instanz: Landgericht Darmstadt
- ab 1968: Amtsgericht Darmstadt mit der Auflösung des Amtsgerichts Reinheim, zweite Instanz: Landgericht Darmstadt

Durch die Jahrhunderte blieb Obernhausen immer ein Teil von Lichtenberg, wurde aber bis 1971 als eigener Ort geführt.
Die Einwohnerzahlen wurden für 1791, 1800 und 1806 wie folgt angegeben:
- Obernhausen: 154, 141, 186 (20 Häuser) Einwohner
- Kirnbach: 58, 12  Einwohner

Die Statistisch-topographisch-historische Beschreibung des Großherzogthums Hessen berichtete 1829 über Obernhausen:

„Obernhausen (L. Bez. Reinheim) luth. Filialdorf; liegt 1 1⁄4 St. von Reinheim, theils am südlichen Abhange des Lichtenberger Bergs, theils am Fuße desselben, und hat 20 Häuser und 195 luth. Einwohner. Hier befinden sich viele Nagelschmiede.“

Im Zuge der Gebietsreform in Hessen schloss sich Lichtenberg im Jahr 1971 inklusive Obernhausen mit Steinau, Meßbach, Nonrod, Billings und Niedernhausen freiwillig zur Gemeinde Fischbachtal zusammen.